# NTSV Strand 08
Der Niendorf-Timmendorfer Sportverein Strand 08 e. V. ist ein Sportverein aus der Gemeinde Timmendorfer Strand im Kreis Ostholstein, der derzeit in knapp 30 Abteilungen gegliedert ist. Regionale Bekanntheit verschaffte sich der Verein insbesondere durch seine erste Fußballmannschaft der Herren, die bis 2019 als Titelverteidiger in der Oberliga Schleswig-Holstein spielte und in den Jahren 1979 und 1984 als Verbandsligameister an der Aufstiegsrunde zur Oberliga Nord teilnahm. Der Titel des Landesmeisters wurde auch 2018 und 2019 gewonnen. Kurzzeitig bildete der Verein als „SG Neustrand“ eine Spielgemeinschaft mit dem TSV Neustadt in der Landesliga Holstein, löste diese aber nach kurzer Zeit wieder ab. In der Saison 2020/21 spielte man wieder alleine, ehe sich die Herrenmannschaft nach wenigen Spielen komplett zurückzog. Seitdem gibt es nur noch Jugend-, Senioren- und Frauenmannschaften.

## Geschichte
Der NTSV Strand 08 entstand 1948 unter dem Namen TSV Timmendorfer Strand/Niendorf (Ostsee) 08/23 aus einem Zusammenschluss der Niendorfer Turnerschaft 08 und des 1923 gegründeten TSV Timmendorf. Den heutigen Namen trägt der Verein seit einer Satzungsänderung im Jahr 1968.

### Fußball
Noch als TSV Timmendorf – die Niendorfer Turnerschaft besaß keine Fußballabteilung – spielte der Verein in der erstklassigen Bezirksmeisterschaftsliga Schleswig-Holstein-Süd und belegte in der A-Staffel – in der man unter anderem auf den VfB Lübeck traf – den siebten von sieben Plätzen, wodurch die Qualifikation für die neugeschaffene Oststaffel der Landesliga Schleswig-Holstein verpasst wurde. Während man in den 50er-Jahren noch fester Bestandteil der 2. Amateurliga war, spielte man von 1962 bis 1973 nur noch auf der Kreis- oder Bezirksebene und war somit viert- bis siebtklassig. Nach der Verpflichtung des ehemaligen Regionalliga-Fußballers Harri Paskowski als Spielertrainer im Jahr 1972 gelangen den Timmendorfern drei Aufstiege in Folge, die höchste Spielklasse des Landes, die Landesliga, wurde 1975 erreicht. Bereits 1974 stand der NTSV im Finale des SHFV-Pokals, welches mit 2:3 gegen den VfR Neumünster verloren wurde.
In der Landesliga etablierte sich der Verein bereits in den ersten drei Jahren und verbesserte sich jährlich innerhalb des Mittelfeldes der Spielklasse. 1975 gelang es, den Zweitligaprofi Winfried Schülke von der SpVgg Fürth zu verpflichten, der zwei Jahre später Hans Schwichtenberg – er wurde Trainer, nachdem Paskowski wieder ausschließlich als Spieler tätig sein wollte – als Spielertrainer ablöste und die Position des Trainers bis zu seinem Tod Anfang der 1990er-Jahre ausfüllen sollte. Unter ihm wurde 1978/79 erstmals die Meisterschaft in der Verbandsliga errungen, die zur Teilnahme an der Aufstiegsrunde zur Oberliga berechtigte. Mit nur einem Sieg gegen den SV Meppen scheiterten die Ostholsteiner aber am Aufstieg in die Drittklassigkeit. Auch in den folgenden Spielzeiten gehörte der NTSV zu den Favoriten auf die Meisterschaft, die nach mehreren Platzierungen im oberen Mittelfeld schließlich 1984 zum zweiten Mal gewonnen werden konnte. In der anschließenden Aufstiegsrunde reichten fünf Punkte erneut nicht zum Aufstieg in die Oberliga.
Danach konnte der Verein nicht mehr an seine Erfolge anknüpfen und entwickelte sich zu einer Fahrstuhlmannschaft, so dass er in den folgenden 20 Jahren mehrere Abstiege aus der Verbandsliga hinnehmen musste und am Anfang der 90er-Jahre einmal in die Siebtklassigkeit abstieg. 2008 war der NTSV – als Aufsteiger aus der sechstklassigen Bezirksoberliga – Mitglied der neuen Schleswig-Holstein-Liga, die ab dieser Saison erstmals eine Oberliga im deutschen Fußball darstellte. Er belegte dort den letzten Platz, schaffte jedoch als Meister der Verbandsliga Süd-Ost 2010 den direkten Wiederaufstieg.
In der Saison 2014/15 spielte die Mannschaft eine starke Hinrunde mit 29 Punkten und belegte den 6. Platz der Tabelle in der Schleswig-Holstein-Liga. Nur sieben Punkte in der Rückrunde mit dabei den wenigsten eigenen und meisten Gegentoren bedeutete schließlich Platz 15 und den direkten Abstieg. In der folgenden Saison 2015/16 gelang dann der direkte Wiederaufstieg. Zwei Jahre später sicherte sich der NTSV die Meisterschaft, verzichtete aber aus finanziellen Gründen auf einen Lizenzantrag für die Regionalliga Nord, in der Saison 2018/19 wurde der Verein erneut Oberliga-Meister, beantragte aber wieder keine Regionalligalizenz. Darüber hinaus wurde Ende April 2019 bekanntgegeben, dass der Verein zur Saison 2019/20 nicht mehr für die Oberliga Schleswig-Holstein melden werde. Die bisherige erste Mannschaft des Vereins bildet gemeinsam mit dem TSV Neustadt in Holstein die SG Neustrand und wurde die neue zweite, aber Neustrand hat seine zweite Mannschaft während der Saison aus der Kreisliga abgemeldet. 2020/21 trat der NTSV, nach der Auflösung der vorübergehenden Spielgemeinschaft mit Neustadt, in der Kreisklasse an. Nach wenigen Spielen zog sich die Herrenmannschaft vom Spielbetrieb zurück. Seitdem stellt der NTSV keine Herrenmannschaft mehr.

### Handball
Die Handballabteilung machte vor allen Dingen durch ihren männlichen Nachwuchsbereich auf sich aufmerksam. Die A-Jugend belegte 2010/11 in der Regionalliga Nordost (der höchsten Spielklasse der Länder Schleswig-Holstein, Hamburg, Mecklenburg-Vorpommern, Berlin und Brandenburg) den vierten Platz und verpasste dadurch die Qualifikation zur Jugend-Bundesliga um einen Platz. In diesem Zeitraum unterhielt der Verein eine Kooperation mit dem TSV Ratekau, Lübeck 1876 und dem Zweitligisten VfL Bad Schwartau, welche den vier Vereinen auf Dauer die Teilnahme an den höchsten Ligen der jeweiligen Altersklassen ermöglichen sollte. Nachdem der Verein seit Mitte der 2010er-Jahre keine eigene Mannschaft mehr stellen konnte, erfolgte zur Saison 2019/20 der Wiedereinstieg in den Spielbetrieb. Ein Jahr später schlossen sich die Timmendorfer in der Jugend mit dem TSV Pansdorf zur HSG Lübecker Bucht zusammen.